# 西北省 (南非)
西北省 ，是南非九個省之一，前身是開普省一部份、德蘭士瓦省的西部以及博普塔茨瓦納。面積116,320平方公里，2019年人口為4,027,160人。首府梅富根，最大城市克萊克斯多普。

## 重要市镇
- 梅富根（Mahikeng）
- 波切夫斯特魯姆（Potchefstroom）
- 羅斯頓堡（Rustenburg）

## 行政
現任西北省省長為來自非洲人國民大會的喬布·莫戈羅。

### 行政區劃

西北省的區級市

西北省劃分為4個區級市如下：
- 博亚纳拉白金区自治市（英语：Bojanala Platinum District Municipality）
- 格卡莫迪里莫莱马区自治市（英语：Ngaka Modiri Molema District Municipality）
- 露丝·塞戈莫迪·莫帕蒂博士区自治市（英语：Dr Ruth Segomotsi Mompati District Municipality）
- 肯尼思·卡翁达博士区自治市（英语：Dr Kenneth Kaunda District Municipality）

## 教育
- North-West University
- Potchefstroom Campus
- Tshwane University of Technology
- Vaal University of Technology

## 外部連結
- North West Provincial Government
- North West Parks and Tourism Board （页面存档备份，存于）

27°S 26°E / 27°S 26°E